# Tomaszak
Tomaszak – polskie nazwisko. Według danych z 27 stycznia 2022 roku nazwisko to nosił 74 Polek i 67 Polaków. Łącznie 141 obywateli Polski.
Osoby o nazwisku Tomaszak:
- Irena Tomaszak-Zesiuk (ur. 1954) – polska polityk, nauczycielka i samorządowiec, posłanka na Sejm VI i VII kadencji.